# Bárcena de Cicero
Bárcena de Cicero es un municipio español perteneciente a la comunidad autónoma de Cantabria, ubicado en la comarca de Trasmiera y perteneciente al partido judicial de Santoña. Está limitado por los municipios de Escalante, Laredo, Colindres, Voto, Solórzano y Hazas de Cesto, y por la bahía de Santoña, formada por la desembocadura del río Asón. El municipio está situado en las dos orillas de la desembocadura del río Asón. Le atraviesa la carretera N-634 y la Autovía A-8. También tiene su paso el ferrocarril FEVE, Santander-Bilbao.
El municipio está compuesto por varias localidades o lugares, entre los cuales se encuentra Gama, que es la capital.

## Símbolos

- En campo de oro, una cruz de San Juan de azur, cantonada por cuatro estrellas de seis puntas de gules.
- En punta, ondas de plata y azur.
- Al timbre, corona real.

## Geografía
Integrado en la comarca de Trasmiera, la capital, Gama, se sitúa a 35 km  de Santander. El término municipal está atravesado por la Autovía del Cantábrico (A-8), por la carretera nacional N-634, entre los pK 175 y 182, por las carreteras autonómicas CA-148, que se dirige a Escalante, CA-241, que conecta con Santoña, y CA-248, que se dirige hacia Voto, además de por carreteras locales que permiten la comunicación con las pedanías del municipio. 
El relieve del municipio está definido por las rías de Rada y Treto por el este, el Parque Natural de las Marismas de Santoña al norte, y una zona más montañosa al sur y al suroeste. La altitud oscila entre los 275 m al suroeste y el nivel del mar en la ría de Escalante al norte. La capital, Gama, se alza a 10 m sobre el nivel del mar.
| Noroeste: Escalante      | Norte: Escalante | Nordeste: Santoña        |
| Oeste: Hazas de Cesto    |                  | Este: Laredo y Colindres |
| Suroeste: Hazas de Cesto | Sur: Voto        | Sureste: Voto            |

### Clima
El territorio municipal se ubica en la región climática de la Ibéria Verde de clima Europeo Occidental, clasificada también como clima templado húmedo de verano fresco del tipo Cfb según la clasificación climática de Köppen.
Los principales rasgos del municipio a nivel general son unos inviernos suaves y veranos frescos, sin cambios bruscos estacionales, siendo la diferencia entre el invierno y el verano de unos 10,5 °C. El aire es húmedo con abundante nubosidad y las precipitaciones son frecuentes en todas las estaciones del año, alcanzando una media anual ligeramente por encima de los 1200 mm, con escasos valores excepcionales a lo largo del año.
La temperatura media de la región ha aumentado en los últimos cincuenta años 0,6 °C, mientras que las precipitaciones ha experimentado un descenso del 10 %. Cada uno de los años de la serie 1981-2010 fueron claramente más secos y cálidos que los de la serie 1951-1980. Y todo indica que las fluctuaciones intra-estacionales del régimen termo-pluviométrico fueron más intensas durante el periodo 1981-2010.

## Historia
Los primeros documentos que se conocen sobre este espacio municipal son de 1082 y hacen alusión a la entrega al Monasterio de Puerto de un quiñón en "Cesereo" (Cicero) y Kolindres (Colindres). Dos años más tarde una dama llamada Teresa hizo donación al mismo monasterio de sus casas en Cicero y lo que a ellas pertenece, además de otras propiedades que tenía en otros sitios.
En 1136, Alfonso VII de León concedió franquicias a la villa de Ambrosero y Alfonso VIII de Castilla en 1165 la cedió a Santa María de Puerto. La iglesia de San Esteban y el núcleo de población que se desarrolló a su alrededor (Moncalián) pasaron en 1254 bajo el dominio del monasterio de Santoña. Por otra parte, Bárcena de Cicero antes de llegar a ser territorio de realengo, estuvo vinculado al régimen solariego de la casa de Agüero.
El municipio está compuesto por algunos de los concejos que pertenecieron a la antigua Junta de Cesto (que a su vez fue una de las Juntas de la Merindad de Trasmiera). Estos concejos fueron al principio de señoríos eclesiásticos y más tarde fueron de realengo. Con los Reyes Católicos los Concejos se integraron en el Corregimiento de las Cuatro Villas de la Costa, heredero de la Hermandad del mismo nombre; las juntas se celebraban en Bárcena de Cicero (localidad) o en los lugares que pertenecían al Corregimiento, siempre de forma rotatoria. Este fue un hecho de gran importancia que aparece recogido en el escudo de armas del municipio que muestra las cuatro estrellas representantes de las Villas: San Vicente, Santander, Laredo y Castro Urdiales. Las ondas marinas que se ven en el escudo simbolizan el carácter marinero de este municipio.
En 1822 se formó el Ayuntamiento de Cicero, pero en 1835 se le dio el nombre de Bárcena de Cicero.

## Demografía

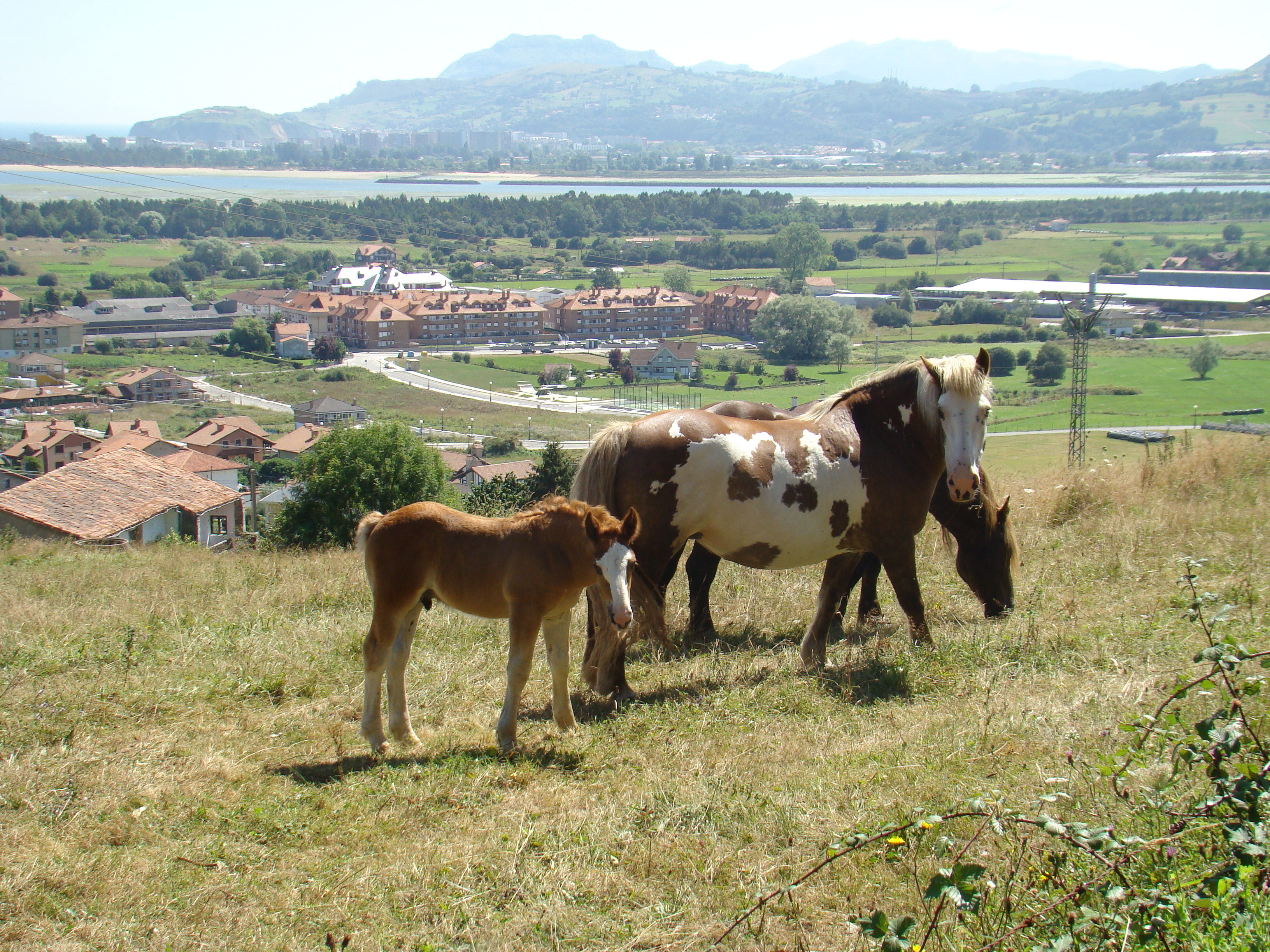
Paisaje y caballos de Cicero

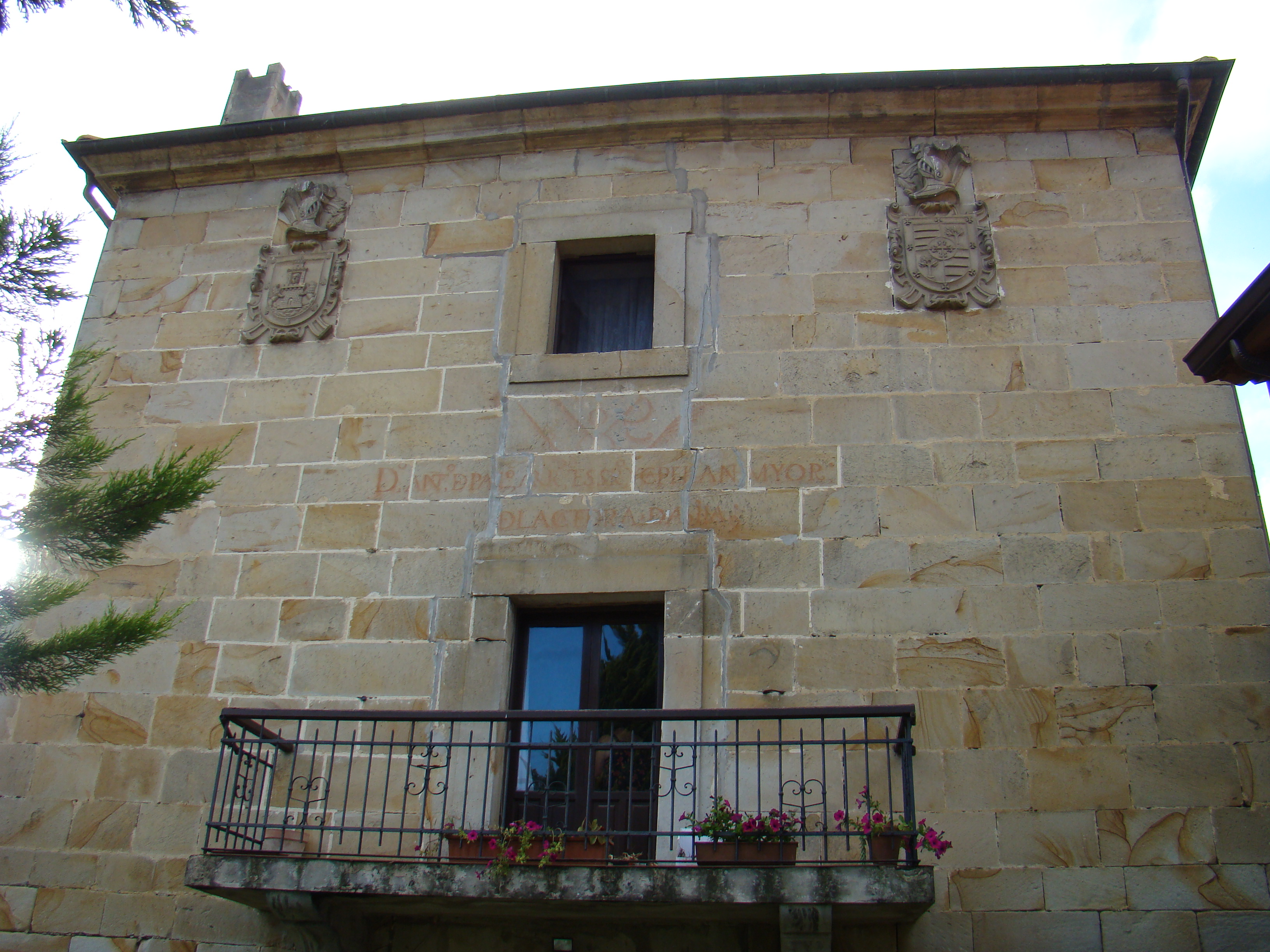
Casona noble con escudos

Bárcena de Cicero cuenta con una población de 4735 habitantes (INE 2024).
| Gráfica de evolución demográfica de Bárcena de Cicero entre 1842 y 2021                                             |
| |
| Población de derecho según los censos de población del INE Población de hecho según los censos de población del INE |

### Núcleo de población
Bárcena de Cicero es a su vez una localidad dentro del municipio del mismo nombre. En el año 2008 contaba con una población de 422 habitantes (INE). La localidad se encuentra a 20 m sobre el nivel del mar, y a 0,5 km de la capital municipal, Gama. Agrupa a los barrios de La Bodega, Cornocío, El Cristo, La Cuesta, La Iglesia, Lamadrid, El Manzanal, Palacio y Tuebre.

## Administración y política

### Gobierno municipal
Gumersindo Ranero Lavín (PRC) es el actual alcalde del municipio. En estas tablas se muestran los resultados de las elecciones municipales celebradas en el año 2003 y 2007.
| Partido político                         | 2023  | 2023  | 2023       | 2019  | 2019  | 2019       | 2015  | 2015  | 2015       | 2011  | 2011  | 2011       | 2007  | 2007  | 2007       | 2003  | 2003  | 2003       |
| Partido político                         | Votos | %     | Concejales | Votos | %     | Concejales | Votos | %     | Concejales | Votos | %     | Concejales | Votos | %     | Concejales | Votos | %     | Concejales |
| Partido Regionalista de Cantabria (PRC)  | 1298  | 52,67 | 7          | 1337  | 56,65 | 7          | 1205  | 50,59 | 6          | 943   | 40,66 | 5          | 678   | 31,73 | 4          | 438   | 23,69 | 3          |
| Partido Socialista Obrero Español (PSOE) | 538   | 21,83 | 2          | 563   | 23,85 | 3          | 386   | 16,20 | 2          | 355   | 15,31 | 1          | 477   | 22,32 | 3          | 553   | 29,91 | 3          |
| Partido Popular (PP)                     | 262   | 10,63 | 1          | 352   | 14,91 | 1          | 622   | 26,11 | 3          | 959   | 41,35 | 5          | 793   | 37,11 | 4          | 792   | 42,83 | 5          |
| Vox                                      | 206   | 8,36  | 1          | —     | —     | —          | —     | —     | —          | —     | —     | —          | —     | —     | —          | —     | —     | —          |

### Organización territorial
En el término municipal se encuentran una serie de localidades que a su vez comprenden los llamados barrios. Así es la división territorial de toda Cantabria.
- Adal-Treto, con los barrios de:
  - Coz de Monte
  - La Maza
  - Primosto
  - La Sierra
  - La Peña
  - Treto
  - Carranques
  - Sorriba
- Ambrosero, con los barrios de:
  - Casuso
  - La Escallada
  - Estián
  - La Iglesia
  - Madama
  - Pendón
  - San Andrés
- Bárcena de Cicero, con los barrios de:
  - La Bodega
  - Cornoció
  - El Cristo
  - La Cuesta
  - La Iglesia
  - Lamadrid
  - El Manzanal
  - Palacio
  - Tuebre
- Cicero, con los barrios de:
  - El Bao
  - Carnerizas
  - La Ermita
  - La Fragua
  - Mazuecas
  - Paderne
  - Pomares
  - Rivaplumo
  - Rueda
  - San Pelayo
  - Sollagua
  - La Vía
- Gama, capital municipal.
- Moncalián, con los barrios de:
  - El Pico
  - La Tejera
- Vidular

## Economía
Desde antiguo la economía de este municipio se ha basado en la siembra de maíz, alubias y frutales, en la cría de ganadería vacuna, pesca y caza de ánades en la marisma.
Tuvo siempre buenos canteros y escultores. En tiempos modernos se instaló la fábrica FEMSA por lo que los artesanos abandonaron su oficio tradicional para trabajar en esta industria y en sus talleres. Lo mismo ocurrió con la construcción del polígono industrial de Ambrosero. Otros puestos de trabajo los obtuvieron en empresas de servicios del municipio.
Un 13,5 % de la población del municipio se dedica al sector primario, un 14,4 % a la construcción, un 27,7 a la industria y un 44,4 % al sector terciario. En el municipio la tasa de actividad es de 54,7 % y la tasa de paro es de 11,7 %, mientras que la media en Cantabria está en torno al 52,5 % y 14,2 % respectivamente.

## Cultura

### Patrimonio
Todo el municipio es un exponente de arquitectura nobiliaria e hidalga de la región cántabra. El conjunto urbano repartido entre sus barrios es además una muestra interesante de la arquitectura popular.
Cinco son los bienes de interés cultural, con categoría de monumento, de este municipio:

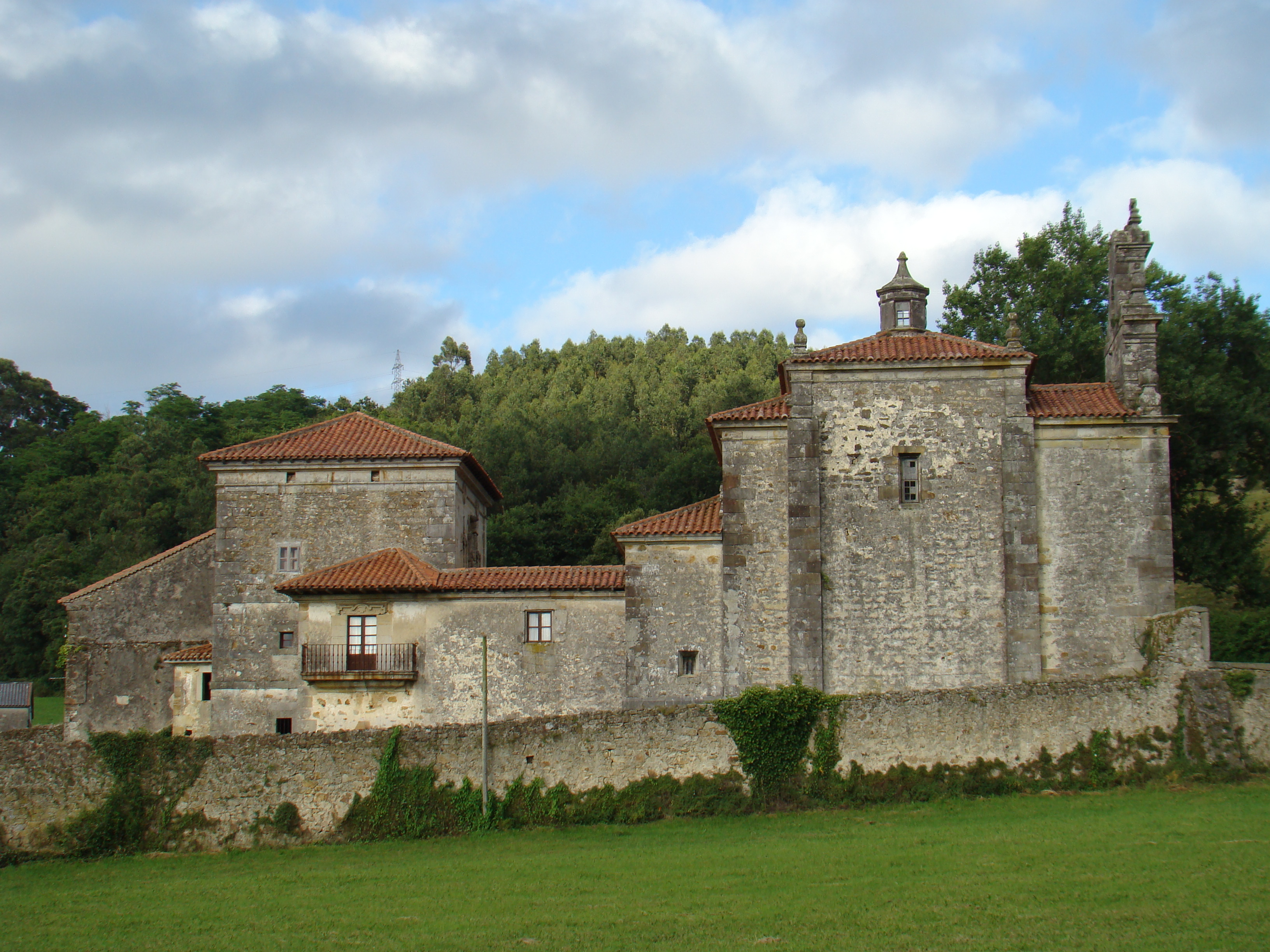
Palacio de Rugama con la iglesia del Carmen

- Palacio y capilla de Rugama (casona de El Carmen), en Bárcena de Cicero (localidad), muy cerca de Gama.[nota 2] Se trata de un palacio levantado para Lorenzo de Rugama a mediados del siglo XVIII, compuesto por una casa-torre y una capilla-panteón dedicada a la Virgen del Carmen.
- Caserío de José de Mazarredo (casona del marqués de Mazarredo), en Gama. Se trata de una enorme casa de piedra arenisca con un monumental escudo del apellido Mazarredo, levantada a finales del siglo XVI.
- Palacio de La Colina, que fuera del marino Juan Antonio de la Colina Rasines y que su descendencia mantuvo por muchos años, la familia de la Colina y Llamosa, hasta pasar a manos de la familia Portilla, hoy propietarios del sitio.
- Portalada del Barrio del Cristo, Bárcena de Cicero (localidad).
- Palacio de Cerecedo, en Adal Treto.

Además, es bien inventariado el palacio de Arredondo, que está muy cerca del Palacio de Rugama y la casa barroca en el crucero del barrio de Gama, solar de la familia Llamosa. La casa Indiana de Manuel y Francisco de la Llamosa, hoy casa del ayuntamiento, así como el antiguo ferial ubicado en tierras donadas para su propio pueblo por Don Francisco de la Llamosa y Fernández.

### Escolarización

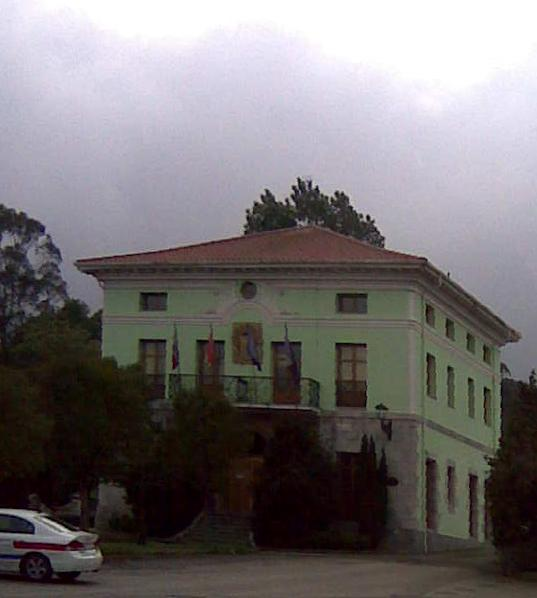
Ayuntamiento de Bárcena de Cicero, en Gama

Alrededor de 150 escolares acuden al centro público de educación infantil y primaria llamado Flavio San Román' (en Cicero, barrio de La Ermita).
Existe una biblioteca pública con el nombre de Baldomero Fernández Moreno, poeta argentino de padres españoles que pasó algunos años de su infancia en este municipio. En recuerdo de esta etapa escribió La patria desconocida y Aldea española.

### Festividades
En el término del municipio se celebran varias fiestas. En Gama es importante la festividad del Corpus Christi; en la ermita situada en el barrio de La Vía (de Cicero) celebran San Antonio el 13 de junio; el 29 de junio se celebra San Pedro en Bárcena de Cicero (localidad); Nuestra Señora de Gracia el 8 de septiembre y San Pelayo el 26 de junio en Cicero; Santa Ana (26 de julio) en Ambrosero; San Esteban (3 de agosto) en Moncalián; en Adal-Treto, San Cipriano el 16 de septiembre. Y San Roque el 16 de agosto en la ermita de San Roque en Gama.

## Personas notables
- Antonio Sevil de Santelices (1615-1684): jurista del siglo XVII.
- Lorenzo de Rugama (1690-1746): militar del siglo XVIII, mandó construir el palacio y capilla de Rugama.
- Juan Antonio de la Colina (1706-1791): militar del siglo XVIII, mandó construir el Palacio de La Colina en la localidad de Gama.
- Nicolás Antonio de Arredondo (1726-1802):militar y político español que ocupó el cargo de virrey del Río de la Plata.
- Fulgencio de Carasa (1805-1877): destacado militar carlista
- Francisco de la Llamosa y Fernández (1830-1899): socio fundador de la Beneficencia Española de México, del cementerio español, de instituciones bancarias, así como de varias de las más importantes Haciendas de México en el siglo XIX
- Pablo García Palacio (1984 - Act): introductor de la puntera en la región.